# Malassada
Malassada (literalmente, mal-assada, semelhantemente a filhós) ou malasada (no Havaí) é uma confecção portuguesa, feita de bolas de massa de fermento do tamanho de ovos, que são fritas em óleo e revestidas com açúcar granulado. Esta iguaria tem origem no Século XVI na ilha da Madeira durante o período áureo das plantações de cana de açucar na ilha. Esta iguaria viria a se espalhar mais tarde pelos arquipélagos das Canárias (na ilha de La Palma) e dos Açores (na ilha de S. Miguel), pelo Brasil e posteriormente para o Havai. Versões tradicionais dessa iguaria não contêm buracos nem recheios, mas algumas variedades são cheias de cremes flavorizados ou outros recheios. Malassadas são consumidas, especialmente na Terça-Feira gorda, o dia antes da Quarta-Feira de Cinzas e o último do Carnaval da Madeira.
A razão para o preparo de malassadas é a de utilizar toda a banha e o açúcar presente nas casas, como uma preparação para a Quaresma (da mesma maneira que a tradição do Dia da Panqueca no Reino Unido), malassadas ainda são vendidas durante o Carnaval da Madeira de hoje. Essa tradição foi levada para o Havaí, onde a Terça-Feira de Carnaval é conhecida como Malasada Day (Dia da Malassada), que remonta aos dias das plantações de cana-de-açúcar do século XIX, os trabalhadores portugueses católicos (principalmente de Madeira e os Açores) usaram manteiga e o açúcar antes da Quaresma, criando grandes quantidades de malassadas.

## Por Região

### Região Autónoma dos Açores
Na ilha de S. Miguel, a Malassada toma um formato identico ao de filhós. Onde as bolas de massa fermentadas são achatadas antes de fritar, criando algo similar a um disco com bordas largas e muito finas; ou com um buraco no centro. Depois de fritas são tradicionalmente polvilhadas com açúcar e canela.
Pensa-se que o surgimento desta iguaria em S. Miguel tenha resultado da influência madeirense do periodo do povoamento consequente da venda da Capitania de São Miguel a Rui Gonçalves da Câmara e chegada de um contigente de madeiresenses à ilha.

### Estados Unidos

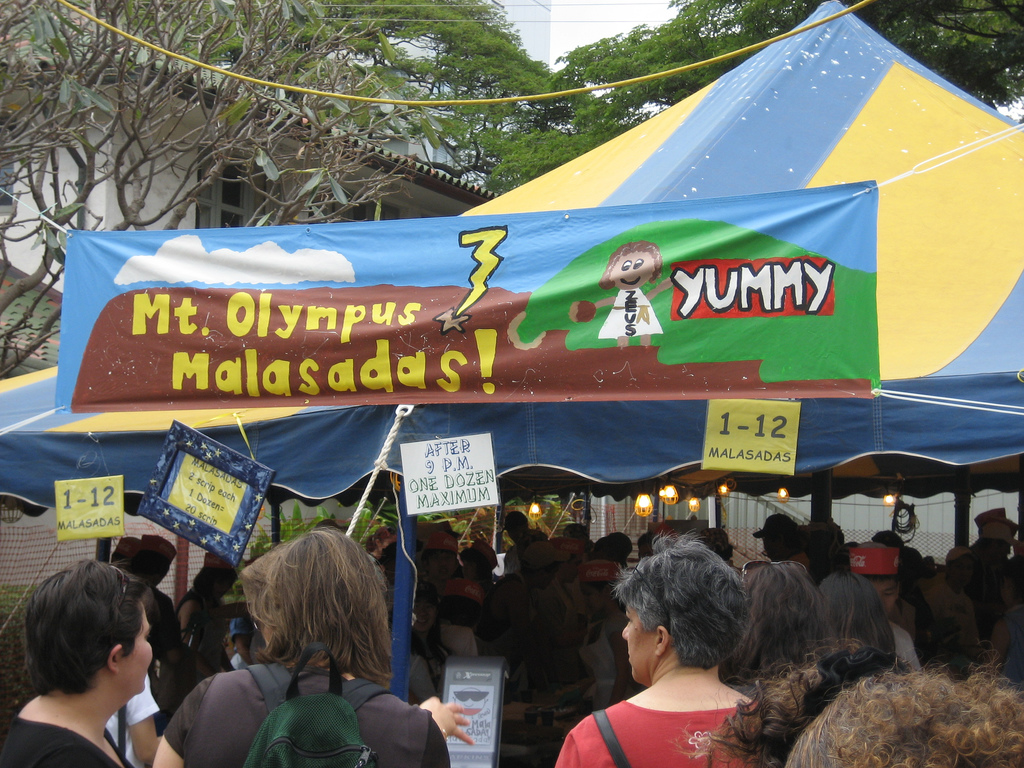
O "Punahou School Carnival" serve malassadas.

Em 1878, trabalhadores portugueses da Madeira e de Açores vieram para o Havaí para trabalhar nas plantações. Estes imigrantes trouxeram seus alimentos tradicionais, incluindo um pastel de massa frita chamado "malasada." Hoje em dia há inúmeras padarias nas ilhas havaianas especializadas no prato.
Na Costa Leste, em Rhode Island e no sudeste de Massachusetts, há também uma grande população de luso-americanos. Festivais em cidades como New Bedford e Fall River muitas vezes servem iguarias portuguesas, incluindo malassadas.
Mardi Gras ("Terça-Feira gorda"), o dia antes da Quaresma, é Malasada Day (Dia de Malassada) no Havaí. Sendo predominantemente católicos, imigrantes portugueses precisariam usar todos os seus estoques de manteiga e açúcar antes da Quaresma. Eles assim o fizeram, fazendo grandes quantidades de malassada, que posteriormente compartilhariam com os amigos de todos os outros grupos étnicos na plantação.
Nos Estados Unidos, malassadas são cozidas em muitas casas portuguesas ou de descendência portuguesa Terça-Feira Gorda. É uma tradição onde as crianças mais velhas pegam as massas quentes e passam no açúcar, enquanto a mulher mais velha — mãe ou avó — é responsável por cozinhá-las. Muitas pessoas preferem comê-las quentes. Elas podem ser requentadas no microondas, mas, em seguida, terão absorvido o açúcar, oferecendo sabores e texturas um pouco diferentes. No entanto, elas também podem ser congeladas sem o açúcar.

## Na Cultura Popular
- Malassadas são itens frequentementemente mencionados no jogo eletrônico Pokémon Sun and Moon. A região em que o jogo ocorre, Alola, é baseada no Havaí.[7]

## Ver Também
- Lista de Variantes das Rosca
- Carnaval da Madeira
- Culinária do Havaí
- Filhós
- Padaria Leonard – Uma padaria portuguesa no Havaí, que popularizou a malassada no Havaí
- Culinária Portuguesa